# Opijum
Opijum (opij) je osušeni mliječni sok, koji curi iz zarezanih nezrelih glavica opijumskog maka (Papaver somniferum). 

## Sastav
Sadrži oko 40 alkaloida, aktivnih supstanci zbog kojih ima narkotička svojstva. Alkaloidi opijuma još se nazivaju i opijati.
Opijati čine 25% mase opijuma, a najvažniji su:
- morfin
- kodein
- tebain
- papaverin
- noskapin

Najzastupljeniji je morfin (morfij), a zatim kodein. Kvaliteta opijuma se procjenjuje po količini alkaloida morfija te ovisi o podneblju u kojem mak raste. Najkvalitetniji mak na svijetu raste u Makedoniji i sadrži oko 17% do 22% morfija.

## Djelovanje i primjena
Alkalodi opijuma se koriste u medicini kao analgetici (morfin, kodein), antitusici (kodein, noskapin) te spazmolitici (papaverin).
Morfij je još uvijek najučinkovitiji analgetik iako ne olako propisivan zbog svojih adiktivnih svojstava.